# Lachnum brevipilosum
Lachnum brevipilosum är en svampart som beskrevs av Baral 1985. Lachnum brevipilosum ingår i släktet Lachnum och familjen Hyaloscyphaceae.  Arten är reproducerande i Sverige. Inga underarter finns listade i Catalogue of Life.